# Andrei Oișteanu
Andrei Oișteanu (prononcé en roumain : [anˈdrej o.iʃˈte̯anu] ; né le 18 septembre 1948) est un historien, ethnologue, anthropologue culturel, critique littéraire et romancier roumain. Spécialisé dans l'histoire des religions et des mentalités, il se distingue également par son enquête sur les rites et la magie et ses travaux sur les études juives et l'histoire de l'antisémitisme. Après la Révolution roumaine, il se fait également remarquer pour ses articles et ses essais sur l'Holocauste en Roumanie.
Membre fondateur et chercheur à l'Institut d'histoire des religions de l'Académie roumaine de Bucarest, il est également président de l'Association roumaine d'histoire des religions (RAHR). Oișteanu est professeur au Département d'études juives de l'Université de Bucarest. Il est également membre du conseil pédagogique de l'Institut national Elie Wiesel pour l'étude de l'Holocauste en Roumanie et membre du comité de rédaction du Journal of Contemporary Antisemitism (Academic Studies Press, Boston). Andrei Oișteanu est Chevalier de l'Ordre de l'Étoile de Roumanie, décerné par le Président roumain (2006), et Commandeur de l'Ordre de l'Étoile de la solidarité italienne, décerné par le Président italien (2005).
Il est le père d'Amana Ferro Oișteanu, experte en affaires publiques de l'UE (Bruxelles) et le frère du poète américain Valery Oișteanu (New York).

## Biographie
Né dans une famille juive de Bucarest, Andrei Oișteanu suit un cours de troisième cycle en études orientales à l'Université de Bucarest (avec, pour directeurs de recherche, Sergiu Al-George et Amita Bhose). Au début des années 1970, il est actif dans Ceata Melopoică, groupe de musique expérimentale et de concept mené par Mircea Florian.
En 1997, Andrei Oișteanu suit un cours d'études juives à l'Université d'Europe centrale de Budapest, en Hongrie (enseignants : Moshe Idel et Michael Silber). Entre 1997 et 1999, il obtient une bourse de recherche à l'Université hébraïque de Jérusalem, Centre international pour l'étude de l'antisémitisme. En 2002, il décroche une bourse documentaire en Allemagne (Berlin, Munich, Francfort-sur-le-Main, Düsseldorf) offerte par le Goethe Institute, une bourse sur « Identité juive et antisémitisme en Europe centrale et orientale ». En 2005-2006, Andrei Oișteanu obtient une bourse de recherche au « New Europe College. Institut d'Études Avancées » (en tant « qu'Invité du Recteur » Andrei Pleșu) sur « l'Histoire de l'Histoire des Religions en Roumanie ».

## Publications
- Grădina de dincolo. Zoosofia. Comentarii mitologice (« Le Jardin d'au-delà. Zoosophie. Commentaires mythologiques »), Dacia Publishing House, Cluj, 1980 (seconde édition, Polirom Publishing House, Iași, 2012) ;
- Motive și semnificaţii mito-simbolice în cultura tradițională românească (« Motifs et signifiés mytho-symboliques dans la culture roumaine traditionnelle »), Minerva Publishing House, Bucarest, 1989 ;
- Cutia cu bătrâni (« La Boîte aux vieillards », roman), Préface de Dan C. Mihăilescu, Meta Publishing House, Bucarest, 1995 (deuxième édition, Cartea Românească Publishing House, Bucharest, 2005; 3e édition, Polirom Publishing House, Iasi, 2012) ;
- Mythos & Logos. Studii și eseuri de antropologie culturală (« Mythos & Logos. Études et essais d'anthropologie culturelle »), Nemira Publishing House, Bucarest, 1997 (seconde édition, 1998) ;
- Cosmos vs. Chaos. Myth and Magic in Romanian Traditional Culture (« Cosmos contre Chaos. Mythes et magies dans la culture traditionnelle roumaine »), édition illustrée, Romanian Cultural Foundation Publishing House, Bucarest, 1999 ;
- Imaginea evreului în cultura română. Studiu de imagologie în context est-central european (« Image hébraïque dans la culture roumaine. Étude imagologique dans un contexte d'Europe de l'Est et centrale »), Humanitas Publishing House, Bucarest, 2001 (deuxième édition, Humanitas, 2004; 3e édition, revue, enrichie et illustrée, Polirom Publishing House, Iași, 2012). Ce volume a reçu cinq grands prix en Roumanie, Italie, Belgique et Israël ;
- Das Bild des Juden in der rumänischen Volkskultur (« L'Image du juif dans la culture populaire roumaine »), Hartung-Gorre Verlag, Constance, 2002 ;
- Jewish Identity and Antisemitism in Central and South-Eastern Europe, (« Identité juive et antisémitisme en Europe centrale et du Sud-Est ») volume corrigé, préfacé et illustré par Andrei Oișteanu, Goethe Institut, Bucarest, 2003 ;
- A Képzeletbeli Zsidó (« L'Image du juif »), traduction hongroise, Kriterion Publishing House, Cluj, 2005 ;
- Ordine și Haos. Mit și magie în cultura tradiţională românească (« Ordre & Chaos. Mythes et magies dans les traditions culturelles roumaines ») , illustrated edition, Polirom Publishing House, Iași, 2004 ;
- Religie, politică și mit. Texte despre Mircea Eliade și Ioan Petru Culianu (« Religion, politique et mythe. Textes sur Mircea Eliade et Ioan Petru Culianu ») , Polirom Publishing House, Iași, 2007 (seconde édition, revue, enrichie et illustrée, Polirom Publishing House, Iași, 2014) ;
- Il diluvio, il drago e il labirinto. Studi di magia e mitologia europea comparata (« Le Deluge, le dragon et le labyrinthe. Études comparées de magie et mythologie européenne »), Sous la direction de Dan Octavian Cepraga et Maria Bulei, Postface de Dan Octavian Cepraga, Edizioni Fiorini, Vérone, 2008 ;
- Inventing the Jew. Antisemitic Stereotypes in Romanian and Other Central-East European Cultures[a], (« Inventer le juif. Stéréotypes antisémites dans les cultures de Roumanie  et autres pays d'Europe centrale et de l'Est »), avant-propos de Moshe Idel, Nebraska University Press, Lincoln & London, 2009. L'auteur a reçu le prix A.D. Xenopol de l'Académie roumaine (Bucarest, 2011) et le prix B'nai B'rith Europe (Bruxelles, 2015) « pour un intellectuel qui a contribué a changer l'image du juif dans la société » ;
- Konstruktionen des Judenbildes: Rumänische und Ostmitteleuropäische Stereotypen des Antisemitismus, (« Constructions de l'image des juifs : stéréotypes roumains et est-européens de l'antisémitisme ») Traduction allemande de Larisa Schippel, Frank & Timme Verlag, Berlin, 2010 ;
- Narcotice în cultura română. Istorie, religie și literatură (« Les Narcotiques dans la culture roumaine. Histoire, Religion et Littérature ») Polirom Publishing House, Iași, 2010 (deuxième édition, 2011 ; 3e édition, 2014; 4e édition, revue, enrichie et illustrée, Polirom, 2019). Ce volume s'est vu décerner le prix spécial de l'union des auteurs roumains ;
- Les Images du Juif: Clichés antisémites dans la culture roumaine. Une approche comparative, Préface de Matei Cazacu, édition illustrée, Editions Non Lieu, Paris, 2013 ;
- Rauschgift in der rumaenischen Kultur: Geschichte, Religion und Literatur, (« Drogues dans la culture roumaine : histoire, religion et littérature, ») Traduction en allemand de Julia Richter, Frank & Timme Verlag, Berlin, 2013 ;
- Andrei Oișteanu, Andrei Pleșu, Neagu Djuvara & Adrian Cioroianu, Evreii din România (« Les Juifs en Roumanie »), Hasefer Publishing House, Bucarest, 2013 ;
- Sexualitate și societate. Istorie, religie și literatură (« Sexualité et société. Histoire, religion et littérature »), édition illustrée, Polirom Publishing House, Iaşi, 2016; Seconde édition, revue, enrichie et illustrée, Polirom, Iaşi, 2018. Prix littéraire : Auteurs de l'année 2016 ;
- L´immagine dell'ebreo: Stereotipi antisemiti nella cultura romena e dell'Europa centro-orientale, (« L'image du Juif : Stéréotypes antisémites dans la culture roumaine et d'Europe de l'Est et centrale ») sous la direction de Francesco Testa et Horia Cicortas, Collana di Studi Ebraici, Edizioni Belforte, Livourne, 2018 ;
- Moravuri și nǎravuri. Eseuri de istorie a mentalitǎților (« Bonnes et Mauvaises Habitudes : Essais d'histoire des mentalités »), Polirom Publishing House, Iași, 2021. Ce volume s'est vu décerner le prix spécial de l'union des auteurs roumains ;